# Matěj Houška
Matěj Houška (* 31. března 2008 Plzeň) je český dobrodruh, rybář, zálesák a spisovatel. Od svých 11 let natáčí filmové příběhy ze světa přírody a ryb. Na kontě má miliony zhlédnutí, na sociálních sítích ho sledují statisíce lidí a svojí tvorbou inspiruje nejen své vrstevníky, ale i lidi různých zájmů a napříč všemi generacemi. Jeho tvorba není pouze o přírodě, zálesáctví a rybaření, ale také o historii, lidských příbězích a celkově naší planetě.
Publikuje své články v českých i zahraničních časopisech, o vlastních dobrodružstvích v přírodě píše knihy,  povídky a taktéž pořádá přednášky pro veřejnost.
Pravidelně účinkuje v televizních pořadech, médiích, podcastech, o jeho tvorbě píšou časopisy i magazíny a rovněž oslovovuje posluchače v českých a zahraničních rádiích.

## Život a kariéra
Je studentem osmiletého gymnázia ve Stříbře. Žije v prostředí, kde má již od nepaměti lov ryb a vztah k přírodě velkou tradici. K jeho životní vášni rybaření a zálesáctví ho přivedl především jeho otec.
Jako první český rybář/zálesák nafotil titulní stranu prestižního amerického časopisu Esquire a rovněž společně s obsáhlým rozhovorem fotil pro nejslavnější technologický časopis světa Wired.
V květnu 2023 vystoupil se svojí přednáškou v zaplněné pražské O2 Areně.
V roce 2025 v Praze uskutečnil společnou přednášku s Rudolfem Hrušínským ml. Společně vyprávěli své příběhy od vody, ale povídali třeba také o tom, co pro ně rybaření v životě nejvíce znamená. Hlavní kongresový sál letňanského výstaviště byl naplněný k prasknutí a přednáška sklidila u diváků obrovský úspěch.
V únoru 2023 vystoupil v pouhých 14 letech se svojí přednáškou "Zapomenuté revíry" v zaplněném kongresovém sále pro více než 600 lidí s velkým úspěchem na největším rybářském veletrhu v Evropě For Fishing a navíc se tímto stal i nejmladším přednášejícím v celé historii tohoto významného veletrhu. Na následujícím ročníku veletrhu For Fishing v roce 2024 uskutečnil premiéru nové přednášky "Od pramene potoka až k moři" - opět v zaplněném sále a s velkým úspěchem u diváků.

## Rybolov
Za počátek svého rybaření považuje chytání ryb na lísku ve třech letech na rybníku, který se nacházel přímo u jeho bydliště. Začínal postaru na obyčejnou lísku asi tak, jako za doby Oty Pavla. Žádné moderní vybavení – jednoduše obyčejný klacek, kousek vlasce, špuntový splávek a zkoušel chytat první perlíny.
Lov ryb a objevování rybího světa se pro něj postupně stalo vášní, které obětuje každou volnou chvíli. Na řekách, přehradách, jezerech i mořích se naučil zvládat všechny rybářské styly, aby byl schopen ulovit ty nejrůznější druhy ryb, které v nich plavou. Jeho dobrodružné srdce a pocit lovce ho nezadržitelně ženou dál, aby si jednou splnil svůj největší sen a ulovil v nádherných mongolských řekách legendárního tajmena.

## Filmové projekty
Jeho doposud největším projektem se stal filmový seriál Zapomenuté revíry, kde se snaží objevovat nedotčené revíry, do kterých se cíleně ryby nevysazují a pokouší se v těchto vodách ulovit velmi zajímavé a rybářsky cenné úlovky. Seriál není pouze o rybaření, ale také o přírodě, lidských příbězích a historii míst, kde se natáčí.
Dále tvoří seriál S Matějem u vody, v němž představuje jednotlivé rybářské disciplíny, různé druhy ryb a divákům rovněž ukazuje zajímavá místa naší planety. Od malička chodí rád do lesa, proto natáčí seriál Zálesáctví s Matějem, kde se zaměřuje na vaření v přírodě, vandry a speciálně se věnuje tématu přežití v divočině.

## Knižní projekty
V roce 2022 vydal vlastními silami knihu Zapomenuté revíry. V knize hledá a objevuje rybářsky nedotčené revíry, takzvané panenské vody, kde se ryby cíleně vůbec nevysazují a pokouší se v nich nalézt rybí život. Při tom zažívá nesčetná dobrodružství, která ve své knize popisuje.

## Hudba
Jeho velkým zájmem je rovněž hudba, proto se jako "samouk" naučil hrát na kytaru. V roce 2024 vydal společně s Hektor Project a zpěvákem Jakubem Suši Mokrým skladbu „Matěj“, ke které vznikl i originální videoklip. Právě tato píseň se stala oficiální skladbou Matěje Houšky. Vypráví o jeho vášních a životě, který má rád.